# What About Now (bài hát của Lonestar)
"What About Now" là bài hát của ban nhạc đồng quê người Mỹ Lonestar, phát hành làm đĩa đơn thứ tư từ album phòng thu năm 1999 Lonely Grill. Bài hát đã có 4 tuần liên tiếp đạt vị trí quán quân ở bảng xếp hạng Billboard Hot Country Singles & Tracks (hiện nay là Hot Country Songs).

## Xếp hạng
| Bảng xếp hạng (2000)                        | Vị trí cao nhất |
| ------------------------------------------- | --------------- |
| U.S. Billboard Hot Country Singles & Tracks | 1               |
| U.S. Billboard Hot 100                      | 30              |
| Canadian RPM Country Tracks                 | 1               |

### Xếp hạng cuối năm
| Bảng xếp hạng cuối năm (2000) | Vị trí |
| ----------------------------- | ------ |
| U.S. Billboard Hot 100        | 90     |